# Cactus Trails
Cactus Trails es una película western muda estadounidense perdida  de 1927 dirigida por Scott Pembroke y protagonizada por Bob Custer. Fue producida por Custer y Joseph P. Kennedy y distribuida a través de Film Booking Offices of America. 

## Elenco
- Bob Custer como Ross Fenton, un representante de una compañía petrolera que viaja a Led Horse para comprobar las condiciones de la ciudad, pero después de un accidente lo nombran ayudante del sheriff.
- Marjorie Zier como Sally Crater, una ranchera y el interés amoroso de Fenton. Ella es la sobrina de la tía Crater.
- Lew Meehan como Angel, un jugador que busca arrendarle un rancho a la tía Crater.
- Roy Watson como el sheriff Upshaw, el sheriff de Led Horse.
- Inez Gomez como la tía Crater, propietaria de un rancho que Angels busca arrendar.
- Roy Laidlaw como Jeb Poultney
- Bud Osborne como "Draw" Egan, el líder de una pandilla.
- Milburn Morante como Jack Mason